# バゲルハットのモスク都市
バゲルハットのモスク都市はバングラデシュ、クルナ管区のバゲルハット郊外にある遺跡。

## 概要
15世紀前半、ここを開拓した王、カン・ジャハンにより造営されたモスク群。遺跡内にはモスクやタダルガー（霊廟）など50にも及ぶ建造物があり、そのほとんどがカン・ジャハン様式により建設された。
カン・ジャハン様式は、ムスリム様式とデリーのトゥグルク様式を混合した建築様式であり、トルコ系のウルグ・カン・ジャハン王により提唱された。
中でも、1459年に建立されたシャイト・ゴンブス・モスクは、カン・ジャハン様式を如実に反映しており、ムガル帝国期以前のモスクの中ではバングラデシュ最大規模である。なお、名称の「シャイト・ゴンブス」はベンガル語で「60のドームを持つモスク」を意味しており、その名のとおり、屋根には60のドームが並んでいる。

## ギャラリー

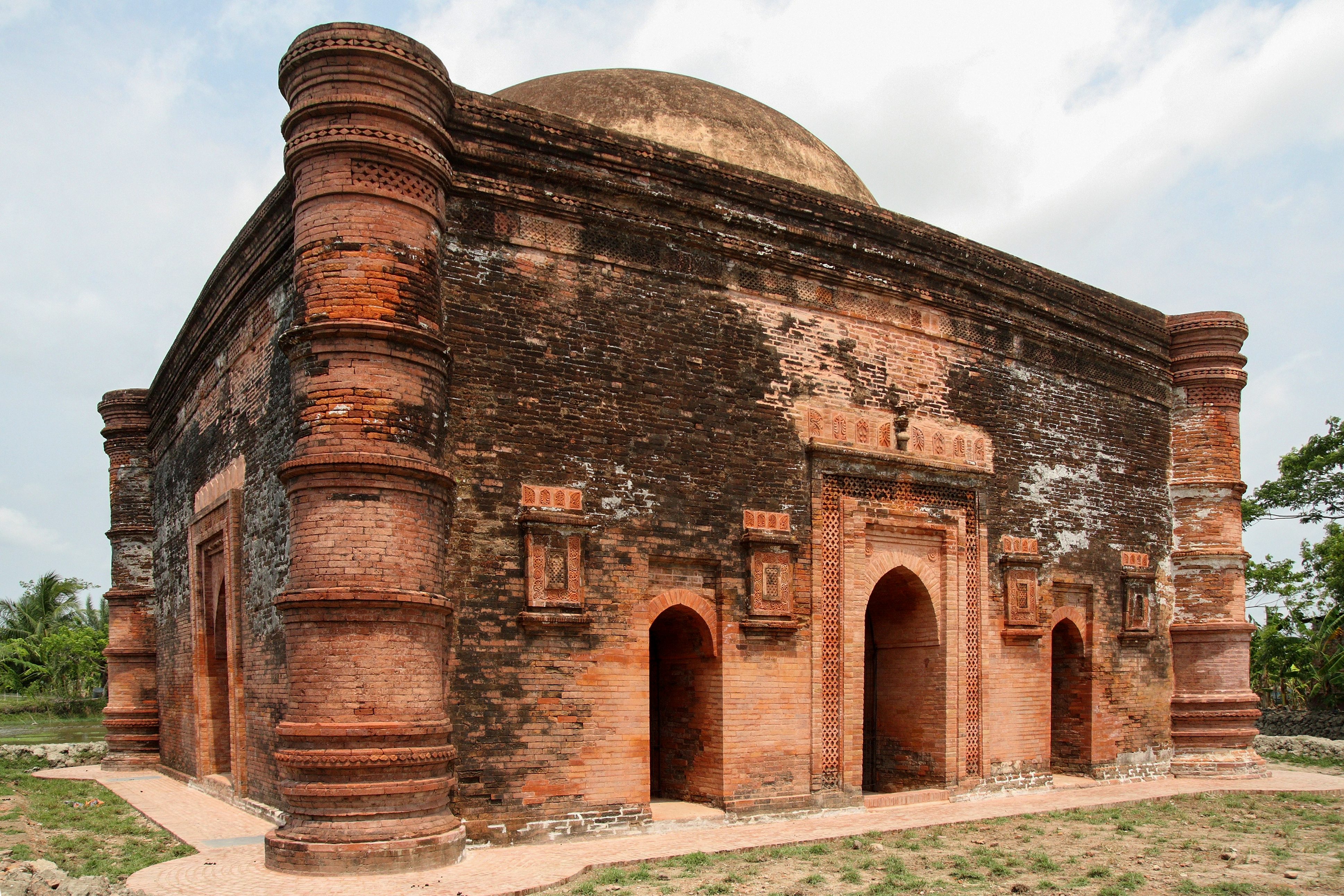
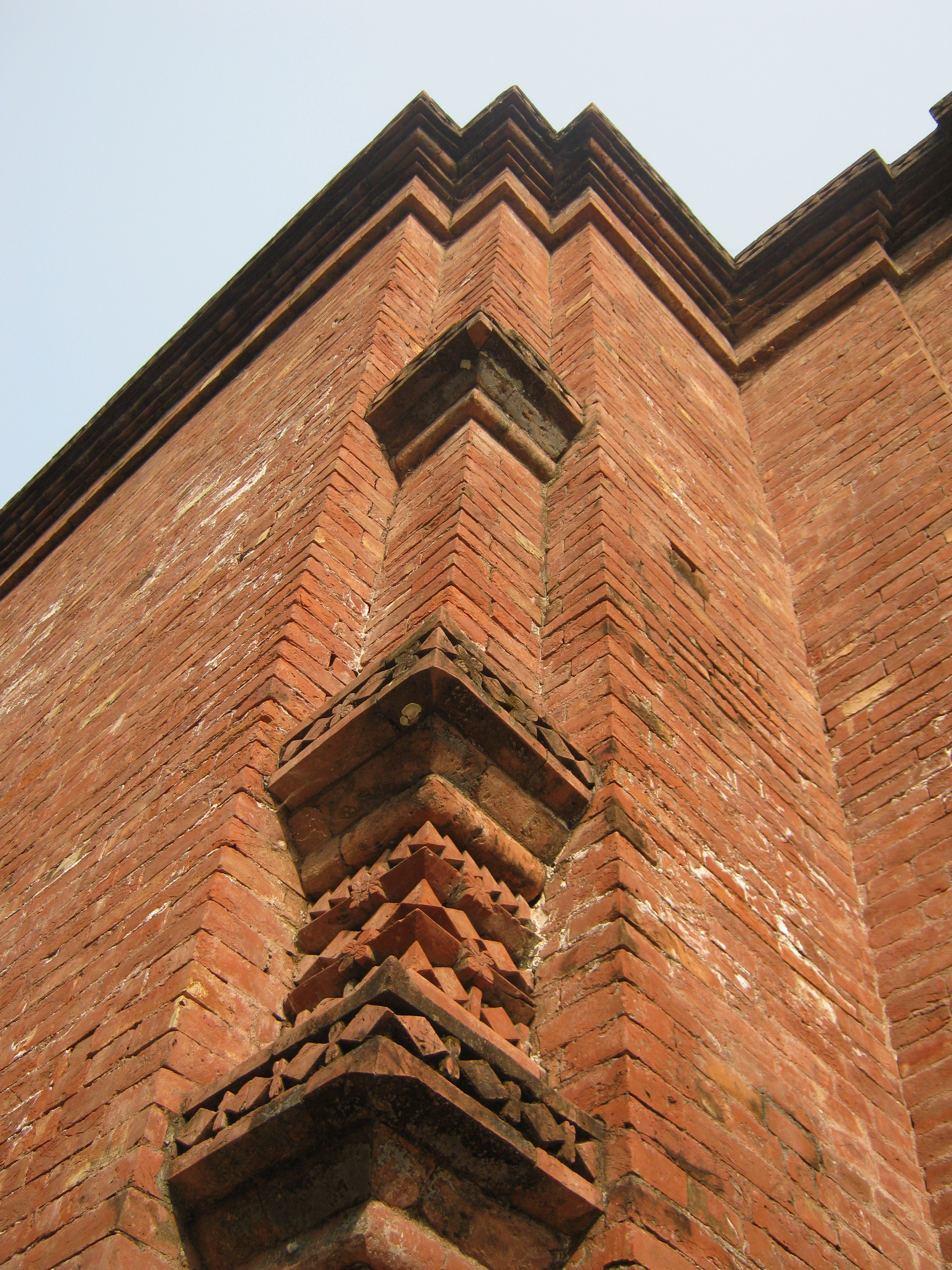
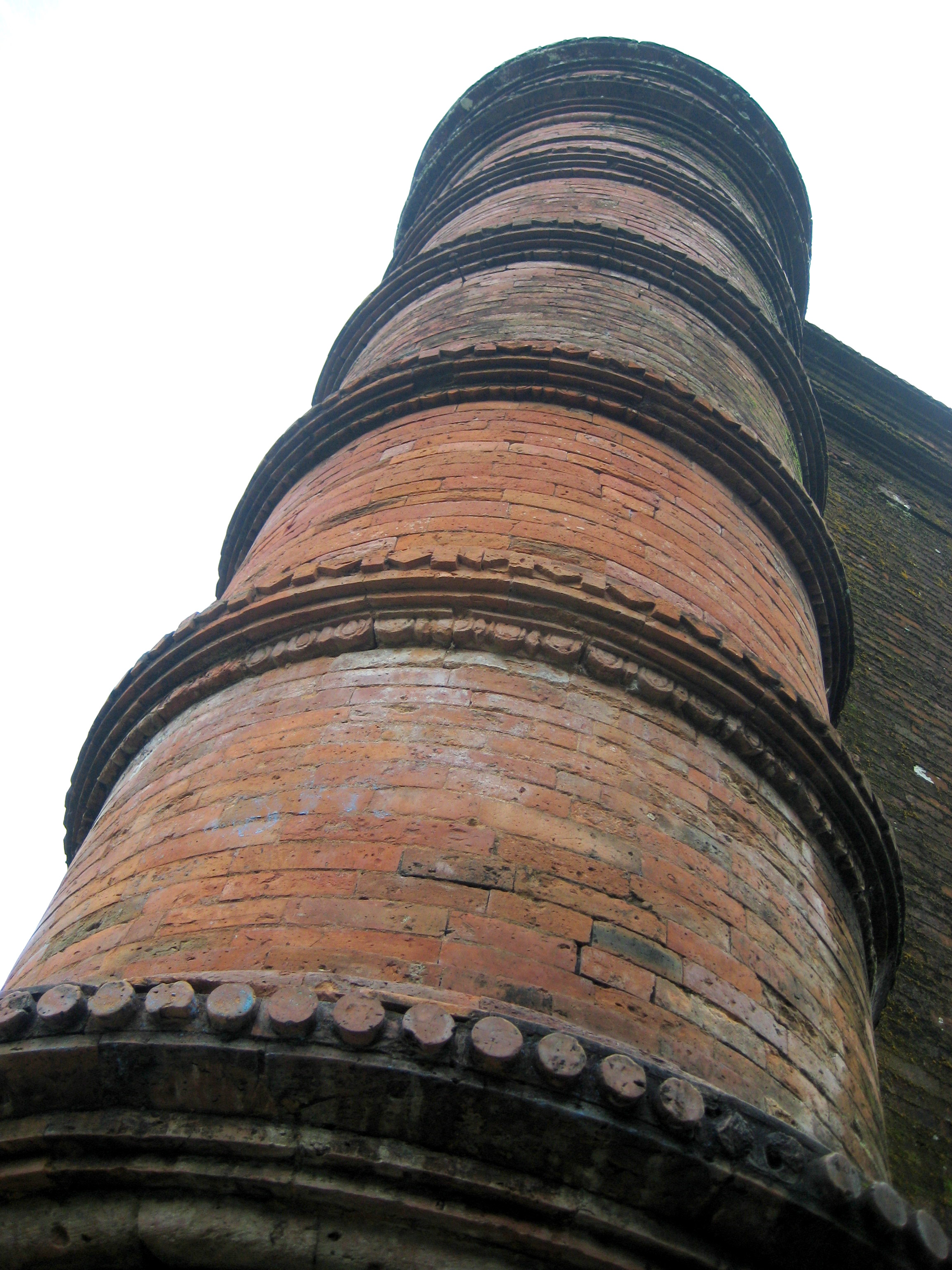
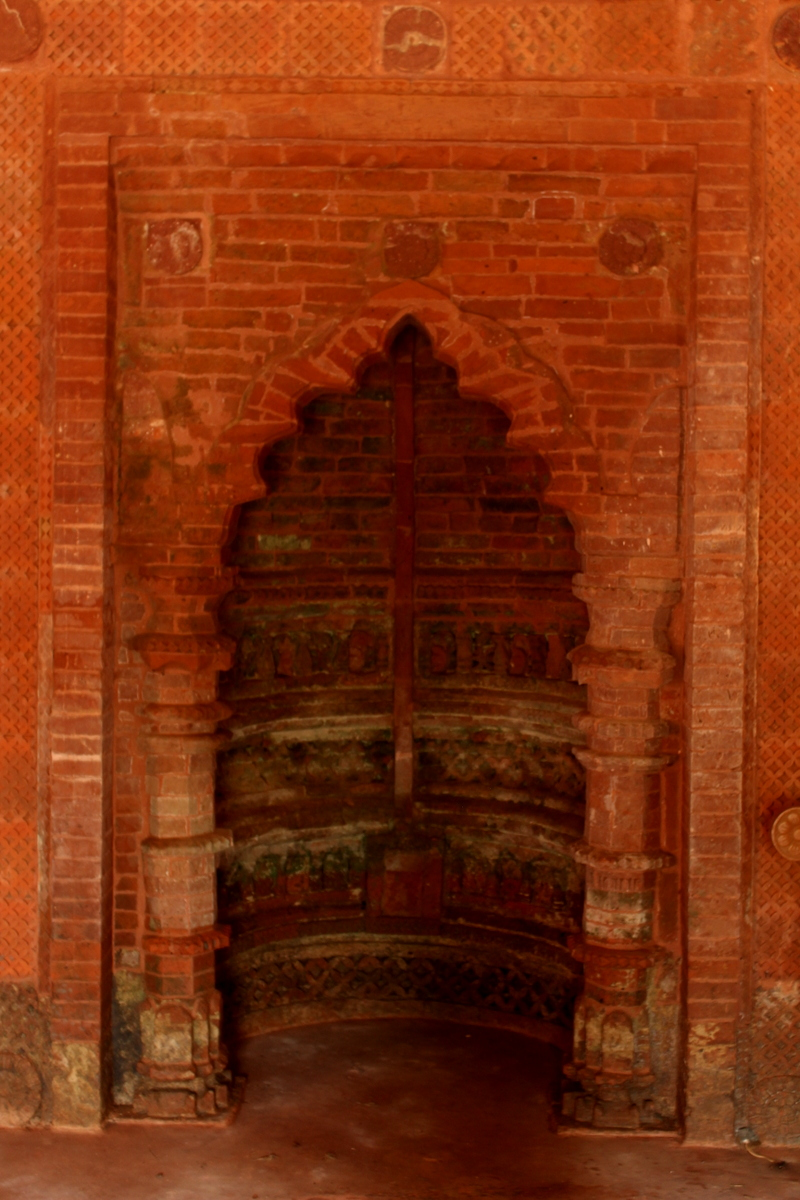

## 登録基準
この世界遺産は世界遺産登録基準のうち、以下の条件を満たし、登録された（以下の基準は世界遺産センター公表の登録基準からの翻訳、引用である）。
- (4) 人類の歴史上重要な時代を例証する建築様式、建築物群、技術の集積または景観の優れた例。